# WTA Tour Championships 2011 - Singolare
Il singolare  del WTA Tour Championships 2011 è stato un torneo di tennis facente parte del WTA Tour 2011.
Kim Clijsters era la detentrice del titolo ma un infortunio agli addominali ha condizionato la sua stagione impedendole di qualificarsi per il torneo.
Petra Kvitová ha sconfitto in finale Viktoryja Azaranka per 7-5, 4-6, 6-3.

## Giocatrici
1. Caroline Wozniacki (round robin)
2. Marija Šarapova (round robin, ritirata per un infortunio alla caviglia sinistra)
3. Petra Kvitová (campionessa)
4. Viktoryja Azaranka (finale)

1. Li Na (round robin)
2. Vera Zvonarëva (semifinale)
3. Samantha Stosur (semifinale)
4. Agnieszka Radwańska (round robin)

### Riserve
1. Marion Bartoli (round robin, ha sostituito Marija Šarapova)

1. Andrea Petković (non ha giocato)

## Tabellone

### Legenda
| - Q = Qualificato - WC = Wild card - LL = Lucky loser | - ALT = Alternate - SE = Special Exempt - PR = Protected Ranking | - w/o = Walkover - r = Ritirato - d = Squalificato |

### Finali
|  | Semifinali | Semifinali         | Semifinali         | Semifinali | Semifinali |  |  | Finale | Finale             | Finale | Finale | Finale |  |
|  |            |                    |                    |            |            |  |  |        |                    |        |        |        |  |
|  | 3          | Petra Kvitová      | 5                  | 6          | 6          |  |  |        |                    |        |        |        |  |
|  | 7          | Samantha Stosur    | 7                  | 3          | 3          |  |  | 3      | Petra Kvitová      | 7      | 4      | 6      |  |
|  | 4          | Viktoryja Azaranka | Viktoryja Azaranka | 6          | 6          |  |  | 4      | Viktoryja Azaranka | 5      | 6      | 3      |  |
|  | 6          | Vera Zvonarëva     | Vera Zvonarëva     | 2          | 3          |  |  |        |                    |        |        |        |  |

### Gruppo Rosso
|   |                     | Wozniacki     | Kvitová     | Zvonarëva     | Radwańska     | RR V–P | Set V-P | Game V-P | Classifica |
| 1 | Caroline Wozniacki  |               | 4-6, 2-6    | 2-6, 6-4, 3-6 | 5–7, 6-2, 6-4 | 1–2    | 3–5     | 34–41    | 4          |
| 3 | Petra Kvitová       | 6-4, 6-2      |             | 6–2, 6–4      | 7–6(4), 6-3   | 3–0    | 6–0     | 37–21    | 1          |
| 6 | Vera Zvonarëva      | 6-2, 4-6, 6-3 | 2–6, 4–6    |               | 6-1, 2-6, 5-7 | 1–2    | 3–5     | 35–37    | 2          |
| 8 | Agnieszka Radwańska | 7–5, 2-6, 4-6 | 6(4)–7, 3-6 | 1-6, 6-2, 7-5 |               | 1–2    | 3–5     | 36–43    | 3          |

La classifica viene stilata in base ai seguenti criteri: 1) Numero di vittorie; 2) Numero di partite giocate; 3) Scontri diretti (in caso di due giocatori pari merito ); 4) Percentuale di set vinti o di games vinti (in caso di tre giocatori pari merito ); 5) Decisione della commissione.

### Gruppo Bianco
|   |                                | Šarapova Bartoli           | Azaranka                   | Li                        | Stosur                 | RR V-P  | Set V-P | Game V-P    | Classifica |
| 2 | Marija Šarapova Marion Bartoli |                            | 5-7, 6-4, 6-4 (w/ Bartoli) | 6(4)–7, 4-6 (w/ Šarapova) | 1-6, 5-7 (w/ Šarapova) | 0-2 1-0 | 0-4 2-1 | 16-26 17-15 | X 4        |
| 4 | Viktoryja Azaranka             | 7-5, 4-6, 4-6 (w/ Bartoli) |                            | 6-2, 6-2                  | 6-2, 6-2               | 2-1     | 5-2     | 39-25       | 1          |
| 5 | Li Na                          | 7–6(4), 6-4 (w/ Šarapova)  | 2-6, 2-6                   |                           | 1-6, 0-6               | 1-2     | 2-4     | 18-34       | 3          |
| 7 | Samantha Stosur                | 6-1, 7-5 (w/ Šarapova)     | 2-6, 2-6                   | 6-1, 6-0                  |                        | 2-1     | 4-2     | 29-19       | 2          |

La classifica viene stilata in base ai seguenti criteri: 1) Numero di vittorie; 2) Numero di partite giocate; 3) Scontri diretti (in caso di due giocatori pari merito ); 4) Percentuale di set vinti o di games vinti (in caso di tre giocatori pari merito ); 5) Decisione della commissione.